# Бей-Пайнс (Флорида)
Бей-Пайнс (англ. Bay Pines) — статистически обособленная местность, расположенная в округе Пинеллас (штат Флорида, США) с населением в 3065 человек по статистическим данным переписи 2000 года.

## География
По данным Бюро переписи населения США статистически обособленная местность Бей-Пайнс имеет общую площадь в 5,96 квадратных километров, из которых 3,63 кв. километров занимает земля и 2,33 кв. километров — вода. Площадь водных ресурсов округа составляет 39,09 % от всей его площади.
Статистически обособленная местность Бей-Пайнс расположена на высоте 3 м над уровнем моря.

## Демография
| Год переписи        | Нас. |  | %±     |
| ------------------- | ---- |  | ------ |
| 1980                | 5757 |  | —      |
| 1990                | 4171 |  | −27,5% |
| 2000                | 3065 |  | −26,5% |
| 1980–2000 Источник: |      |  |        |

По данным переписи населения 2000 года в Бей-Пайнс проживало 3065 человек, 879 семей, насчитывалось 1465 домашних хозяйств и 1728 жилых домов. Средняя плотность населения составляла около 514,26 человек на один квадратный километр. Расовый состав населённого пункта распределился следующим образом: 97,91 % белых, 0,23 % — чёрных или афроамериканцев, 0,20 % — коренных американцев, 0,46 % — азиатов, 0,75 % — представителей смешанных рас, 0,46 % — других народностей. Испаноговорящие составили 2,35 % от всех жителей статистически обособленной местности.
Из 1465 домашних хозяйств в 17,6 % воспитывали детей в возрасте до 18 лет, 50,0 % представляли собой совместно проживающие супружеские пары, в 6,7 % семей женщины проживали без мужей, 40,0 % не имели семей. 33,6 % от общего числа семей на момент переписи жили самостоятельно, при этом 19,5 % составили одинокие пожилые люди в возрасте 65 лет и старше. Средний размер домашнего хозяйства составил 2,09 человек, а средний размер семьи — 2,66 человек.
Население статистически обособленной местности по возрастному диапазону по данным переписи 2000 года распределилось следующим образом: 15,8 % — жители младше 18 лет, 4,3 % — между 18 и 24 годами, 22,5 % — от 25 до 44 лет, 26,0 % — от 45 до 64 лет и 31,4 % — в возрасте 65 лет и старше. Средний возраст жителей составил 50 лет. На каждые 100 женщин в Бей-Пайнс приходилось 91,3 мужчин, при этом на каждые сто женщин 18 лет и старше приходилось 87,6 мужчин также старше 18 лет.
Средний доход на одно домашнее хозяйство статистически обособленной местности составил 32 456 долларов США, а средний доход на одну семью — 38 412 долларов. При этом мужчины имели средний доход в 31 447 долларов США в год против 24 886 долларов среднегодового дохода у женщин. Доход на душу населения статистически обособленной местности составил 32 456 долларов в год. 1,2 % от всего числа семей в населённом пункте и 3,5 % от всей численности населения находилось на момент переписи населения за чертой бедности, при этом 2,0 % из них были моложе 18 лет и 4,4 % — в возрасте 65 лет и старше.